# Philéas Philippe Melanson
Pour les articles homonymes, voir Melanson.
Philéas Philippe Melanson est un homme politique canadien. Il est député de Kent à l'Assemblée législative du Nouveau-Brunswick de 1917 à 1925 en tant que libéral.